# Gmina Maminas
Gmina Maminas (alb. Komuna Maminas) – gmina położona w środkowej części Albanii. Administracyjnie należy do okręgu Kruja w obwodzie Durrës. W 2011 roku populacja gminy wynosiła 4463, 2201 kobiet oraz 2262 mężczyzn, z czego Albańczycy stanowili 94,07% mieszkańców.
W skład gminy wchodzi osiem miejscowości: Maminas, Karrec, Vlashaj, Karpen, Bodinak, Metallë, Bilalas, Rubjekë.